# Peter Dickinson
Peter Malcolm de Brissac Dickinson (Livingstone, 16 dicembre 1927 – Winchester, 16 dicembre 2015) è stato uno scrittore e poeta britannico di romanzi gialli e per ragazzi.

## Biografia
Peter Malcolm de Brissac Dickinson nasce il 16 dicembre 1927 a Livingstone, nello Zambia, secondo di quattro figli e, spostatosi con la famiglia in Inghilterra all'età di sette anni, rimane poco dopo orfano del padre.
Dopo gli studi all'Eton College presta servizio militare per due anni prima di laurearsi al King's College di Cambridge nel 1951 e iniziare a lavorare nella redazione del periodico satirico Punch.
Il suo esordio nella narrativa avviene nel 1968 con il giallo Skin Deep: incentrato su un gruppo di aborigeni originari della Nuova Guinea sospettati dell'omicidio del loro leader a Londra gli frutta subito il premio Gold Dagger, riconoscimento che viene bissato l'anno successivo con il sequel A Pride of Heroes.
Autore molto prolifico attivo nel campo dell'infanzia e della spy-novel, ha ottenuto nell'arco della sua carriera numerosi riconoscimenti letterari quali due Carnegie Medal nel 1979 e nel 1980 e due Premi Phoenix nel 2001 e nel 2008.
Muore a Winchester il 16 dicembre 2015 nel giorno del suo ottantottesimo compleanno.

## Vita privata
Nel 1953 ha sposato Mary Rose Barnard e la coppia ha avuto 4 figli. Dopo la morte della consorte per malattia nel 1988, si è risposato nel 1991 con la scrittrice di libri per l'infanzia Robin McKinley.

## Opere

### Romanzi gialli

#### SerieJames Pibble
- Skin Deep (conosciuto anche come The Glass-Sided Ants' Nest) (1968)
- A Pride of Heroes (The Old English Peep-Show) (1969)
- The Seals (The Sinful Stones) (1970)
- Sleep and His Brother (1971)
- The Lizard in the Cup (1972)
- One Foot in the Grave (1979)

#### Altri gialli
- The Green Gene (1973)
- The Poison Oracle (1974)
- The Lively Dead (1975)
- King and Joker (1976)
- Walking Dead (1977)
- A Summer in the Twenties (1981)
- The Last Houseparty (1982)
- Hindsight (1983)
- Death of a Unicorn (1984)
- Tefuga (1985)
- Skeleton-in-Waiting (1987)
- La forca e il sipario (Perfect Gallows, 1988), Milano, Bompiani, 1993 traduzione di Hilia Brinis ISBN 88-452-2057-5.
- Play Dead (1991)
- The Yellow Room Conspiracy (1992)
- Some Deaths Before Dying (1999)

### Letteratura per ragazzi

#### TrilogiaThe Changes
- The Weathermonger (1968)
- Heartsease (1969)
- The Devil's Children (1970)

#### TetralogiaThe Kin/La Tribu
- La tribù del Falco della Luna (Suth's Story, 1998), Casale Monferrato, Piemme, 1999 traduzione di Marina Astrologo ISBN 88-384-4457-9.
- Noli's Story (1998)
- Ko's Story (1998)
- Mana's Story (1998)

#### Altri romanzi per ragazzi
- Emma Tupper's Diary (1970)
- The Dancing Bear (1972)
- The Gift (1973)
- The Blue Hawk (1976)
- Annerton Pit (1977)
- Tulku (1979)
- The Seventh Raven (1981)
- Healer (1983)
- Eva (1988), Milano, Mondadori, 1990 traduzione di Cecilia Veronese ISBN 88-04-33487-8.
- AK (1990), Milano, Mondadori, 1993 traduzione di Ilva Tron ISBN 88-04-37742-9.
- Vite lontane, vite parallele (A Bone from a Dry Sea, 1992), Trieste, E Elle, 1995 traduzione di Sandro Melani ISBN 978-88-7068-800-9.
- Shadow of a Hero (1993)
- Il tempo e i topi da orologio (Time and the Clock Mice, Etcetera, 1993), Milano, Mondadori, 1995 traduzione di Marina Baruffaldi ISBN 88-04-40569-4.
- The Lion Tamer's Daughter (1999)
- The Ropemaker (2001)
- Le lacrime della salamandra (The Tears of the Salamander, 2003), Milano, Mondadori, 2004 traduzione di Egle Costantino ISBN 88-04-53301-3.
- The Gift Boat (2004)
- Angel Isle ou The Ropemaker (2006)
- In the Palace of the Khans (2012)

#### Romanzi illustrati per la giovinezza
- The Iron Lion con Marc Brown et Pauline Baynes (1973)
- Hepzibah con Sue Porter (1978)
- City of Gold con Michael Foreman (1980)
- Il gigante di neve con Alan Cober (Giant Cold 1984), Casale Monferrato, Piemme, 1992 traduzione di Giovanni Arduino ISBN 88-384-3702-5.
- Una scatola piena di nulla (A Box of Nothing, 1985), Milano, Mondadori, 1988 traduzione di Ilva Tron ISBN 88-04-31864-3.
- Mole Hole (1987)
- Chuck and Danielle (1996)

### Saggi
- Chance, Luck and Destiny (1975)
- The Flight of Dragons (1979)

### Racconti
- Merlin Dreams (1988)
- The Lion Tamer's Daughter and other stories (1997)
- Touch and Go (1999)
- Water: Tales of Elemental Spirits con Robin McKinley (2002)
- Fire: Tales of Elemental Spirits con Robin McKinley (2009)
- Earth and Air: Tales of Elemental Creatures (2012)

### Poesia
- The Weir: Poems by Peter Dickinson (2007)

## Filmografia parziale
- Mandog (serie TV) (1972) (sceneggiatura)
- The Changes (serie TV) (1975) (soggetto)
- Jackanory (serie TV) (1965-1996) (soggetto)
- Il volo dei draghi (The Flight of Dragons) regia di Jules Bass e Arthur Rankin Jr. (1982) (co-autore del soggetto)

## Alcuni riconoscimenti
- Gold Dagger: 1968 per Skin Deep; 1969 per A Pride of Heroes
- Premio Grafico Bologna Children's Book Fair: 1968 per City of gold and other stories from the Old Testament
- Carnegie Medal: 1979 per Tulku; 1980 per City of Gold
- Premio Phoenix: 2001 per The Seventh Raven; 2008 per Eva
- Mythopoeic Awards: 2002 per The Ropemaker
- Grand prix de littérature policière: 2002 per One Foot in the Grave
- Rattenfänger-Literaturpreis: 2004 per Tanzbär